# Alemania en los Juegos Europeos
Alemania en los Juegos Europeos está representada por la Confederación Deportiva Olímpica Alemana, miembro de los Comités Olímpicos Europeos. Ha obtenido un total de 155 medallas: 43 de oro, 39 de plata y 73 de bronce.

## Medalleros

### Por edición
| Evento        | Oro | Plata | Bronce | Total |
| ------------- | --- | ----- | ------ | ----- |
| Bakú 2015     | 16  | 17    | 33     | 66    |
| Minsk 2019    | 7   | 6     | 13     | 26    |
| Cracovia 2023 | 20  | 16    | 27     | 63    |
| TOTAL         | 43  | 39    | 73     | 155   |

### Por deporte
| Evento                | Oro | Plata | Bronce | Total |
| --------------------- | --- | ----- | ------ | ----- |
| Atletismo             | 4   | 1     | 2      | 7     |
| Bádminton             | 0   | 0     | 4      | 4     |
| Balonmano playa       | 0   | 0     | 1      | 1     |
| Boxeo                 | 0   | 0     | 10     | 10    |
| Ciclismo              | 0   | 1     | 0      | 1     |
| Esgrima               | 0   | 0     | 6      | 6     |
| Gimnasia              | 1   | 3     | 1      | 5     |
| Judo                  | 1   | 5     | 7      | 13    |
| Karate                | 2   | 1     | 2      | 5     |
| Kickboxing            | 2   | 2     | 3      | 7     |
| Lucha                 | 0   | 2     | 5      | 7     |
| Natación              | 3   | 4     | 6      | 13    |
| Natación sincronizada | 0   | 1     | 0      | 1     |
| Pentatlón moderno     | 1   | 0     | 0      | 1     |
| Piragüismo            | 7   | 9     | 7      | 23    |
| Saltos                | 4   | 4     | 3      | 11    |
| Salto en esquí        | 0   | 0     | 2      | 2     |
| Taekwondo             | 0   | 0     | 3      | 3     |
| Tenis de mesa         | 8   | 2     | 0      | 10    |
| Tiro                  | 7   | 4     | 9      | 20    |
| Tiro con arco         | 2   | 0     | 2      | 4     |
| Voleibol              | 1   | 0     | 0      | 1     |
| TOTAL                 | 43  | 39    | 73     | 155   |